# Wade-Giles
Wade-Giles (pronuncia [ˌweɪd ˈdʒaɪlz]), a volte abbreviato Wade, è un sistema di romanizzazione (notazione fonetica e traslitterazione in scrittura latina) dei caratteri del cinese standard, la pronuncia ufficiale per la lingua cinese, elaborata a partire dalla varietà locale di Pechino del cinese mandarino. Sviluppatosi da un sistema ideato da Thomas Wade a metà del XIX secolo, si consolidò nel dizionario cinese-inglese sviluppato da Herbert Giles insieme al figlio Lionel. Fu il sistema di traslitterazione più importante nel mondo anglofono durante la maggior parte del XX secolo.

## Storia
Il sistema Wade-Giles è stato progettato per traslitterare i termini cinesi per gli specialisti. Questa origine ha indotto nel senso comune che il sistema non sia intuitivo per i non specialisti e non utile per l'insegnamento della pronuncia cinese.
La Cina ha usato il sistema Wade-Giles per decenni come standard de facto, insieme a molti altri sistemi di romanizzazione ufficiali ma oscuri, in successione, detti Gwoyeu Romatzyh (1928), MPS II (1986) e Tongyong Pinyin (2000). I toponimi di Taiwan nell'uso internazionale sono ancora praticamente tutti in Wade-Giles. Anche molti americani-taiwanesi usano la grafia Wade-Giles per i loro nomi cinesi.
Il sistema di romanizzazione Hanyu Pinyin è invece il sistema ufficiale e il più usato in Cina.

## Tabella di confronto con altri sistemi di romanizzazione
| IPA             | a  | ɔ  | ɛ  | ɤ   | ai | ei | au | ou | an | ən | aŋ  | əŋ  | ʊŋ   | aɚ  |
| --------------- | -- | -- | -- | --- | -- | -- | -- | -- | -- | -- | --- | --- | ---- | --- |
| Pinyin          | a  | o  | e  | e   | ai | ei | ao | ou | an | en | ang | eng | ong  | er  |
| Tongyong pinyin | a  | o  | e  | e   | ai | ei | ao | ou | an | en | ang | eng | ong  | er  |
| Wade-Giles      | a  | o  | eh | o/ê | ai | ei | ao | ou | an | ên | ang | êng | ung  | êrh |
| Zhuyin          | ㄚ | ㄛ | ㄝ | ㄜ  | ㄞ | ㄟ | ㄠ | ㄡ | ㄢ | ㄣ | ㄤ  | ㄥ  | ㄨㄥ | ㄦ  |
| Esempio         | 阿 | 哦 | 呗 | 俄  | 艾 | 黑 | 凹 | 偶 | 安 | 恩 | 昂  | 冷  | 中   | 二  |

| IPA             | i  | ie   | iou  | iɛn  | in   | iŋ   | iʊŋ  | u  | uo   | uei  | uən  | uəŋ  | y  | ye   | yɛn  | yn   |
| --------------- | -- | ---- | ---- | ---- | ---- | ---- | ---- | -- | ---- | ---- | ---- | ---- | -- | ---- | ---- | ---- |
| Pinyin          | yi | ye   | you  | yan  | yin  | ying | yong | wu | wo/o | wei  | wen  | weng | yu | yue  | yuan | yun  |
| Tongyong pinyin | yi | ye   | you  | yan  | yin  | ying | yong | wu | wo/o | wei  | wun  | wong | yu | yue  | yuan | yun  |
| Wade-Giles      | i  | yeh  | yu   | yen  | yin  | ying | yung | wu | wo/o | wei  | wên  | wêng | yü | yüeh | yüan | yün  |
| Zhuyin          | ㄧ | ㄧㄝ | ㄧㄡ | ㄧㄢ | ㄧㄣ | ㄧㄥ | ㄩㄥ | ㄨ | ㄨㄛ | ㄨㄟ | ㄨㄣ | ㄨㄥ | ㄩ | ㄩㄝ | ㄩㄢ | ㄩㄣ |
| Esempio         | 一 | 也   | 又   | 言   | 音   | 英   | 用   | 五 | 我   | 位   | 文   | 翁   | 玉 | 月   | 元   | 云   |

| IPA             | p  | pʰ | m  | fəŋ  | tiou   | tuei   | tuən   | tʰ | ny   | ly   | kɤɚ    | kʰ | xɤ   |
| --------------- | -- | -- | -- | ---- | ------ | ------ | ------ | -- | ---- | ---- | ------ | -- | ---- |
| Pinyin          | b  | p  | m  | feng | diu    | dui    | dun    | t  | nü   | lü   | ger    | k  | he   |
| Tongyong pinyin | b  | p  | m  | fong | diou   | duei   | dun    | t  | nyu  | lyu  | ger    | k  | he   |
| Wade-Giles      | p  | p' | m  | fêng | tiu    | tui    | tun    | t' | nü   | lü   | kêrh   | k' | ho   |
| Zhuyin          | ㄅ | ㄆ | ㄇ | ㄈㄥ | ㄉㄧㄡ | ㄉㄨㄟ | ㄉㄨㄣ | ㄊ | ㄋㄩ | ㄌㄩ | ㄍㄜㄦ | ㄎ | ㄏㄜ |
| Esempio         | 玻 | 婆 | 末 | 封   | 丟     | 兌     | 顿     | 特 | 女   | 旅   | 歌儿   | 可 | 何   |

| IPA             | tɕiɛn  | tɕiʊŋ  | tɕʰin  | ɕyɛn   | ʈʂɤ  | ʈʂɨ  | ʈʂʰɤ | ʈʂʰɨ  | ʂɤ   | ʂɨ   | ʐɤ   | ʐɨ  | tsɤ  | tsuo   | tsɨ | tsʰɤ | tsʰɨ | sɤ   | sɨ  |
| --------------- | ------ | ------ | ------ | ------ | ---- | ---- | ---- | ----- | ---- | ---- | ---- | --- | ---- | ------ | --- | ---- | ---- | ---- | --- |
| Pinyin          | jian   | jiong  | qin    | xuan   | zhe  | zhi  | che  | chi   | she  | shi  | re   | ri  | ze   | zuo    | zi  | ce   | ci   | se   | si  |
| Tongyong pinyin | jian   | jyong  | cin    | syuan  | jhe  | jhih | che  | chih  | she  | shih | re   | rih | ze   | zuo    | zih | ce   | cih  | se   | sih |
| Wade-Giles      | chien  | chiung | ch'in  | shüan  | chê  | chih | ch'ê | ch'ih | shê  | shih | jê   | jih | tsê  | tso    | tzŭ | ts'ê | tz'ŭ | sê   | sŭ  |
| Zhuyin          | ㄐㄧㄢ | ㄐㄩㄥ | ㄑㄧㄣ | ㄒㄩㄢ | ㄓㄜ | ㄓ   | ㄔㄜ | ㄔ    | ㄕㄜ | ㄕ   | ㄖㄜ | ㄖ  | ㄗㄜ | ㄗㄨㄛ | ㄗ  | ㄘㄜ | ㄘ   | ㄙㄜ | ㄙ  |
| Esempio         | 件     | 窘     | 秦     | 宣     | 哲   | 之   | 扯   | 赤    | 社   | 是   | 惹   | 日  | 仄   | 左     | 字  | 策   | 次   | 色   | 斯  |

| IPA                                 | ma˥˥  | ma˧˥  | ma˨˩˦ | ma˥˩  | ma     |
| ----------------------------------- | ----- | ----- | ----- | ----- | ------ |
| Pinyin                              | mā    | má    | mǎ    | mà    | ma     |
| Tongyong pinyin                     | ma    | má    | mǎ    | mà    | må     |
| Wade-Giles                          | ma1   | ma2   | ma3   | ma4   | ma0    |
| Zhuyin                              | ㄇㄚ  | ㄇㄚˊ | ㄇㄚˇ | ㄇㄚˋ | ㄇㄚ・ |
| Esempio (tradizionale/semplificato) | 媽/妈 | 麻/麻 | 馬/马 | 罵/骂 | 嗎/吗  |